# Acraea usambarensis
Acraea usambarensis är en fjärilsart som beskrevs av Le Doux 1928. Acraea usambarensis ingår i släktet Acraea och familjen praktfjärilar. Inga underarter finns listade i Catalogue of Life.